# Robert M. Thrall
Robert McDowell Thrall (* 23. September 1914 in Toledo (Illinois); † 11. April 2006 in Philadelphia) war ein US-amerikanischer Mathematiker und Pionier des Operations Research.
Thrall studierte Mathematik am Illinois College mit dem Bachelor-Abschluss 1935 und an der University of Illinois at Urbana-Champaign mit dem Master-Abschluss 1935 und der Promotion 1937 bei Henry Roy Brahana. (Metabelian Groups and Triangular Forms). Von 1937 bis 1942 war er Instructor für Mathematik an der University of Michigan in Ann Arbor, an der er 1942 Assistant Professor und 1969 Professor wurde. Im Zweiten Weltkrieg arbeitete er als angewandter Mathematiker (Operations Research) an der  Columbia University.
1969 wurde er Professor für angewandte Mathematik an der Rice University, an der damals eine Mathematik-Abteilung gegründet wurde, der er von 1969 bis 1974 vorstand. Ab 1977 unterrichtete er auch an der Abteilung Betriebswirtschaft. 1978 wurde er Noah Harding Professor of Mathematical Sciences and Professor of Administrative Science und 1984 ging er offiziell in den Ruhestand.
1940 bis 1942 war er am Institute for Advanced Study. Ab 1969 unterrichtete er auch Biomathematik an der Baylor School of Medicine der University of Texas in Houston.
Anfangs befasste er sich mit Gruppen- und Ringtheorie und Darstellungstheorie von Gruppen. Von ihm, J. Sutherland Frame und Gilbert de Beauregard Robinson stammt die Hakenformel für die Bestimmung der irreduziblen Darstellungen einer symmetrischen Gruppe aus Young-Tableaus. Von ihm und Richard Brauer spielen die in der Modultheorie einflussreichen Vermutungen von Brauer und Thrall (es gibt zwei, die erste wurde von A. V. Roiter 1968 und später von Maurice Auslander bewiesen, ist in allgemeinerer Form aber noch offen, die zweite ist offen).
Im Zweiten Weltkrieg begann er sich mit Operations Research zu befassen, anfangs für das Militär, später in der Betriebswirtschaft, z. B. ab 1984 mit Data Development Analysis (DEA). Von 1957 bis 1961 war er Chefherausgeber von Management Science und danach bis 1965 Associate Editor. Er war 1969/70 Präsident des The Institute of Management Sciences (TIMS, heute INFORMS). Er war Berater verschiedener großer Industriefirmen wie General Motors und Dow Chemical und von 1958 bis 1978 Berater der US Army (OCRD). Thrall hatte eine eigene Beratungsfirma (Robert M. Thrall & Associates).
1960 wurde er Ehrendoktor des Illinois College. 2002 wurde er Fellow des INFORMS. Von 1970 bis 1972 war er SIAM Lecturer.
1936 heiratete er Natalie Hunter (gest. 2004), mit der er mehrere Kinder hatte.

## Bücher
- mit Emil Artin, Cecil J. Nesbitt: Rings with Minimum Condition, University of Michigan Publications in Mathematics, Band 1, Ann Arbor: University of Michigan Press, 1944
- mit W. Allen Spivey; Linear optimization, New York: Holt, Rinehart and Winston 1970
- mit Leonard Tornheim: Vector Spaces and Matrices, Wiley 1957, Courier Corporation 1970

Er war mit Nesbitt auch Ko-Autor der 5. Auflage von Geometric Algebra von Artin.